# Rita (Oper)
Rita ou Le Mari battu (deutsch: Rita oder Der geprügelte Ehemann) ist eine einaktige Opéra-comique von Gaetano Donizetti. In ihr versuchen zwei Ehemänner ein und derselben Frau, diese durch Glücksspiel und List an den jeweils anderen Mann loszuwerden. Das im Original französische Libretto stammt von Gustave Vaëz. Das Werk wurde erst posthum am 7. Mai 1860 an der Opéra-Comique in Paris uraufgeführt.

## Handlung
Rita tritt auf und stellt ihr gut gehendes kleines Gasthaus vor (Arie Van la casa e l’albergo). In einem gesprochenen Monolog berichtet sie, dass sie in zweiter Ehe mit dem schwächlichen Beppe verheiratet ist, nachdem ihr erster Mann, der sie geschlagen hatte, seit einem Schiffbruch verschollen ist. Um einer Wiederholung dieses Ehejoches zu entgehen, schlägt sie nun regelmäßig ihren Beppe. Beppe erscheint und hat etwas auf dem Herzen. Rita ermuntert ihn zunächst mit schmeichelnden Worten, sich auszusprechen (Duett Ah tu sei qui). Als er aber gesteht, dass er aus Versehen in der Küche eine Tasse zerbrochen hat, ist es mit dem häuslichen Frieden schnell vorbei, und Beppe bekommt wieder einmal seine Ration Prügel.
Ein Gast erscheint und bittet um Kost und Logis. Er erfasst schnell die Situation und erklärt Beppe, dass in einer guten Ehe der Mann die Hosen an hat und seine Frau schlagen darf, nicht umgekehrt (Arie La mia casa per modello). Im folgenden Dialog erzählt der Gast, dass er ein Matrose sei, der in Kanada nach einem Schiffbruch eine neue Heimat gefunden habe und nun dort zum zweiten Mal heiraten wolle. Dazu brauche er den Totenschein seiner ersten Frau, die angeblich bei einem Brand ums Leben gekommen ist. Bei der Ausweiskontrolle erkennt Beppe, dass es sich bei dem Gast um Gasparo, Ritas ersten Mann handelt. Als diesem klar wird, dass Rita noch lebt, will er schnell wieder abreisen, doch Beppe hält ihn zurück, da er seine Chance wittert, Rita an deren ersten Mann wieder loszuwerden. Die beiden Männer beschließen, um Rita zu spielen: Wer gewinnt, hat verloren, weil er nämlich Rita nehmen muss (Duett Per me chi perde vince). Sie spielen Mora, eine in Mittelmeerländern weit verbreitete Variante von Schere, Stein, Papier. Allein die wechselseitigen Betrugsversuche lassen schnell einen Streit entstehen, so dass schließlich durch Strohhalmziehen die Entscheidung herbeigeführt werden muss: Gasparo zieht den kürzeren und muss Rita zurücknehmen. Beppe ist in Hochstimmung und packt seinen Koffer (Arie Allegro io son).
Rita kommt hinzu und erkennt ihren ersten Mann Gasparo. Dieser, der sowohl mit Beppe als auch mit Rita ein falsches Spiel treibt, möchte nun an die einzige erhaltene Kopie seiner Heiratsurkunde mit Rita gelangen, um diese zu vernichten und sich anschließend wieder nach Kanada abzusetzen. Dazu schmeichelt er Rita mit falschen Worten und verspricht ihr, sie nie mehr zu schlagen, wenn sie ihn zurücknimmt (Duett Cara gioia, moglie mia). Rita glaubt ihm nicht und lehnt empört ab. Gasparo greift nun zu einer List: Er lässt sich zum Schein von Beppe zu einem Duell herausfordern, nur um zu gestehen, dass er sich nicht duellieren könne, weil seine rechte Hand seit einem Überfall gelähmt sei. Dies ändert die Situation völlig, und Rita ist unter diesen Umständen geneigt, Gasparo zurückzunehmen, da er sie mit der gelähmten Hand nicht mehr schlagen kann (Terzett È moncherin). Als Zeichen ihres Vertrauens gibt sie ihm die Heiratsurkunde, worauf Gasparo seine Maske fallen lässt und erklärt, dass er sofort abreisen und die Urkunde vernichten werde. Er verprügelt Beppe, bis dieser verspricht, Rita zu behalten. Rita gelobt ihrem Beppe für alle Zukunft Friede und Eintracht, wenn er sie zurücknimmt. Im Finale lässt Beppe sich von Gasparo noch ein paar Tipps geben für eine gute Ehe (Terzett Ma tu déi la mia ricetta).

## Musik
Donizetti hat mit leichter Hand eine Fülle Belcanto-Melodien geschaffen. Die Aufteilung ist gerecht: Jede Figur hat eine Solo-Arie, jede mögliche Zweierkombination ein Duett, dazu kommen zwei Terzette. Die Nummern sind durchkomponiert und auf Steigerung angelegt, teilweise durch kurze Accompagnato-Rezitative gegliedert. Höhepunkt ist Beppes Freudenarie Allegro io son, ein Bravourstück für Tenorbuffo.

## Werkgeschichte
Im März 1841 begab Donizetti sich nach Paris, um dort wegen einer neuen Oper für die Opéra-Comique, an der er sich steigender Beliebtheit erfreute, zu verhandeln. Nachdem ihm ein Vorschlag seines Librettisten Eugène Scribe nicht zusagte, befasste er sich mit Gelegenheitsarbeiten und französischen Übersetzungen früherer Opern. Da ihn diese Arbeit aber nicht ausfüllte, bat er den Librettisten Gustave Vaëz (Pseudonym für Jean-Nicolas-Gustave van Nieuwenhuysen, 1812–1862), der mit ihm schon an der französischen Fassung von Lucia di Lammermoor und La favorite zusammengearbeitet hatte, um ein Libretto. Vaëz arbeitete daraufhin die reizende Geschichte der beiden Männer aus, die unter umgekehrtem Vorzeichen um ihre gemeinsame Ehefrau spielen. Es handelt sich dabei wahrscheinlich um eine eigene Idee Vaëz’, jedenfalls ist keine literarische Vorlage des Stoffes bekannt. Die Revue et gazette des théatres berichtet über diese Zeit:

„Er [Donizetti] ging eines Abends […] spazieren. Er war in melancholischer Stimmung – acht Tage schon hatte er nichts komponiert, und für Donizetti war Komponieren wirklich eine Notwendigkeit. Als er Gustave Vaëz […] traf, sagte er ihm: ‚Retten Sie mir das Leben und geben Sie mir ganz schnell irgendeinen Akt, damit ich Arbeit habe!‘ Sie einigten sich auf einen komischen Stoff, und Donizetti ging bald mit dem Text der ersten Arie nach Hause, deren Musik geschrieben war, als Vaëz ihm am nächsten Morgen das zweite Stück brachte. […] Am Ende der Woche war alles fertig – Libretto, Stimmen und Instrumentierung.“

Vaëz selbst bestätigt diesen Bericht, der einen Einblick in Donizettis rasende Arbeitsweise gibt.
Da weder eine Aussicht auf eine sofortige Aufführung von Rita noch auf weitere Verträge in Paris bestand, reiste Donizetti nach Mailand ab und Rita verschwand in der Schublade. Am 8. September 1846 ließ Andrea Donizetti, ein Neffe des Komponisten, seinen kranken Onkel in der Nervenheilanstalt Ivry-sur-Seine bei Paris zurück und führte das Werk im Reisegepäck mit.
Obwohl bereits im Jahr 1841 vollendet, wurde Rita erst posthum am 7. Mai 1860, also zwölf Jahre nach Donizettis Tod, an der Pariser Opéra-Comique uraufgeführt mit Caroline Lefèbvre Faure in der Titelrolle, Victor Warot als Beppe und Barielle als Gasparo.
Die auf den meisten Aufnahmen zu hörende italienische Fassung stammt von Enrico Colosimo. Eine Übertragung in deutscher Sprache besorgte Joachim Popelka. Das Autograph liegt in der Bibliothek des Konservatoriums zu Neapel.